# Battle of the Sexes (film, 2017)
Pour l’article homonyme, voir Battle of the sexes.
Pour plus de détails, voir Fiche technique et Distribution.
Battle of the Sexes est un film américano-britannique réalisé par Jonathan Dayton et Valerie Faris, sorti en 2017. Il s'agit d'un film biographique sur la joueuse de tennis américaine Billie Jean King, en particulier sur son célèbre match contre le joueur Bobby Riggs.

## Synopsis

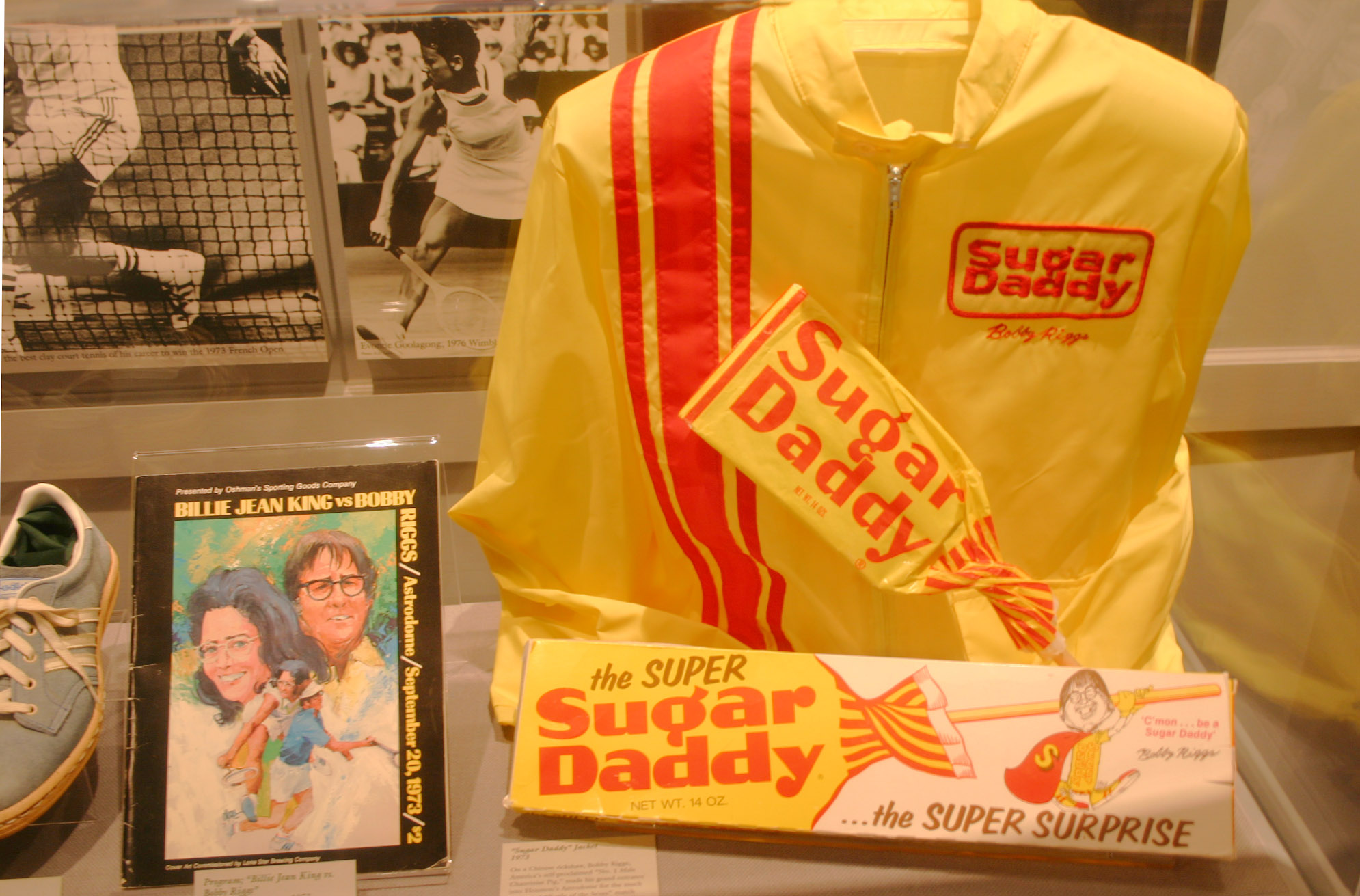
Souvenirs de la confrontation entre Billie Jean King et Bobby Riggs en 1973 exposés à l'Astrodome de Houston.

En 1973, la joueuse Billie Jean King, âgée de 29 ans, est classée numéro 1 mondiale. Refusant de recevoir à peine 10 % de la prime versée aux joueurs masculins, alors que les finales féminines attirent autant de public que les finales masculines, elle décide, avec l'aide de Gladys Heldman et de quelques joueuses, de créer la Women's Tennis Association. Les joueuses sont alors exclues de la Fédération de tennis des États-Unis par Jack Kramer.
Pendant ce temps, Bobby Riggs, ancien numéro un mondial au milieu des années 1940, aujourd'hui âgé de 55 ans, travaille dans un bureau comme employé du père de son épouse. Il vit mal cette situation et participe à des paris clandestins ou joue en secret dans des matchs exhibition. Ainsi gagne-t-il une Rolls-Royce pour avoir vaincu un adversaire d'une main tout en tenant des chiens en laisse de l'autre. Sa femme, lasse de ses fantaisies, le chasse de la maison. Il décide alors de proposer à Billie Jean King de jouer un match contre elle, en jouant sur l'opposition entre les sexes, le macho contre la féministe. Elle refuse dans un premier temps.
Lors d'une tournée, Billie Jean entame pour la première fois de sa vie une liaison avec une femme, une coiffeuse nommée Marilyn, ce qui fragilise son mariage avec un homme qui soutient pourtant pleinement sa carrière. Margaret Court, principale rivale de Billie Jean, profite alors de sa mauvaise forme pour lui ravir la première place au classement.
Margaret accepte de jouer un match contre Bobby Riggs, qui l'emporte facilement. Pour les commentateurs sportifs, la cause est entendue : même avec une grande différence d'âge, les hommes sont supérieurs, notamment parce qu'ils supportent mieux la pression. Ce discours excède Billie Jean, qui décide de relever le défi.
Bobby se prépare très sérieusement dans un premier temps, mais finit par multiplier les provocations machistes et se repose surtout sur son nutritionniste. Marilyn s'éloigne pour laisser Billie se concentrer sur le match, mais celle-ci voit sa préparation interrompue par une grippe. Billie, contrairement à Margaret lors du match précédent, tient à contrôler également les circonstances d'organisation du match, refusant par exemple que Jack Kramer soit le commentateur du match pour la télévision : elle estime en effet que, si Riggs est d'abord un « clown » qui cherche à capter l'attention, Kramer est un véritable sexiste et constitue un obstacle pour la promotion de l'égalité entre les femmes et les hommes dans le tennis.
Arrive le jour du match, surnommé la « bataille des sexes ». Marilyn revient auprès de Billie quelques instants avant le début. C'est un immense événement médiatique, dans un stade gigantesque. L'opposition est plus forte que prévu pour Bobby. Dominé par la qualité du jeu de Billie Jean, malgré certains moments de réaction, il montre de plus en plus de signes de fatigue. Billie Jean King l'emporte finalement sur un score de trois sets à zéro. Après un instant de relâchement dans les vestiaires, tandis que la femme de Bobby se réconcilia avec son mari, elle rejoint ses camarades et supporters sur le court pour fêter la victoire.

## Fiche technique
Sauf indication contraire, les informations mentionnées dans cette section peuvent être confirmées par la base de données cinématographiques IMDb,  présente dans la section « Liens externes ».
- Titre original et français : Battle of the Sexes
- Réalisation : Jonathan Dayton et Valerie Faris
- Scénario : Simon Beaufoy
- Direction artistique : Alexander Wei
- Décors : Judy Becker
- Costumes : Mary Zophres
- Photographie : Linus Sandgren
- Montage : Pamela Martin
- Musique : Nicholas Britell
- Production : Danny Boyle, Christian Colson et Robert Graf

Producteur associé : Karen Ruth Getchell
- Sociétés de production : Cloud Eight Films, Decibel Films, TSG Entertainment et Fox Searchlight Pictures
- Sociétés de distribution : Fox Searchlight Pictures (États-Unis), Twentieth Century Fox France (France)
- Budget : 25 millions de dollars
- Pays d'origine :  États-Unis,  Royaume-Uni
- Langue originale : anglais
- Format : couleur
- Genre : biopic, comédie dramatique, sport
- Durée : 121 minutes
- Dates de sortie :
  -  États-Unis : 22 septembre 2017
  -  France : 22 novembre 2017

## Distribution
- Emma Stone (VF : Olivia Dalric) : Billie Jean King
- Steve Carell (VF : Constantin Pappas) : Bobby Riggs
- Andrea Riseborough (VF : Ludivine Maffren) : Marilyn Barnett
- Sarah Silverman (VF : Véronique Volta) : Gladys Heldman
- Alan Cumming (VF : Pierre Tessier) : Ted Tinling
- Elisabeth Shue (VF : Micky Sébastian) : Priscilla Wheelan
- Bill Pullman (VF : Guy Chapellier) : Jack Kramer
- Austin Stowell (VF : Stanislas Forlani) : Larry King (en), mari de Billie Jean
- Natalie Morales (VF : Olivia Luccioni) : Rosie Casals
- Eric Christian Olsen (VF : Stéphane Pouplard) : Lornie Kuhle
- Lewis Pullman (VF : Alexandre Guansé) : Larry Riggs, le fils aîné de Bobby
- Jessica McNamee (VF : Valérie Nosrée) : Margaret Smith Court
- Martha MacIsaac (VF : Laetitia Coryn) : Jane « Peaches » Bartkowicz
- Wallace Langham (VF : Eric Chantelauze) : Henry
- Mark Harelik (VF : Pierre Laurent (acteur)) : Hank Greenberg
- Fred Armisen (VF : Sylvain Agaësse) : Rheo Blair
- Mickey Sumner (VF : Julia Boutteville) : Valerie Ziegenfuss
- Ashley Weinhold (en) : Kristy Pigeon
- Bridey Elliott (VF : Célia Asensio) : Julie Heldman
- Chris Parnell (VF : Michel Elias) : DJ
- Enuka Okuma : Bonny
- Jamey Sheridan (VF : Pascal Germain) : Ken Rosewall
- John C. McGinley (VF : Yann Guillemot) : Herb
- Tom Kenny (VF : Patrice Dozier) : Bob Sanders
- Matt Malloy : le psy de Riggs
- Nancy Lenehan (VF : Cathy Cerdà) : la mère de Billie
- Michael Chieffo (VF : Michel Voletti) : le père de Billie
- Bob Stephenson : l'employé de Sugar Daddy
- Don Dowe : annonceur TV

Images d'archives
- Mary Tyler Moore : Mary Richards
- Ricardo Montalbán : lui-même
- Chris Evert : elle-même
- Lloyd Bridges : lui-même

## Production

### Genèse et développement
En avril 2015, il est annoncé que Fox Searchlight Pictures a engagé le couple Jonathan Dayton / Valerie Faris pour diriger un film inspiré du match de tennis entre Billie Jean King et Bobby Riggs, surnommé Battle of the Sexes, d'après un script de Simon Beaufoy. Danny Boyle produit le film via sa société Decibel Films en partenariat avec la société de Christian Colson, Cloud Eight Films.

### Attribution des rôles

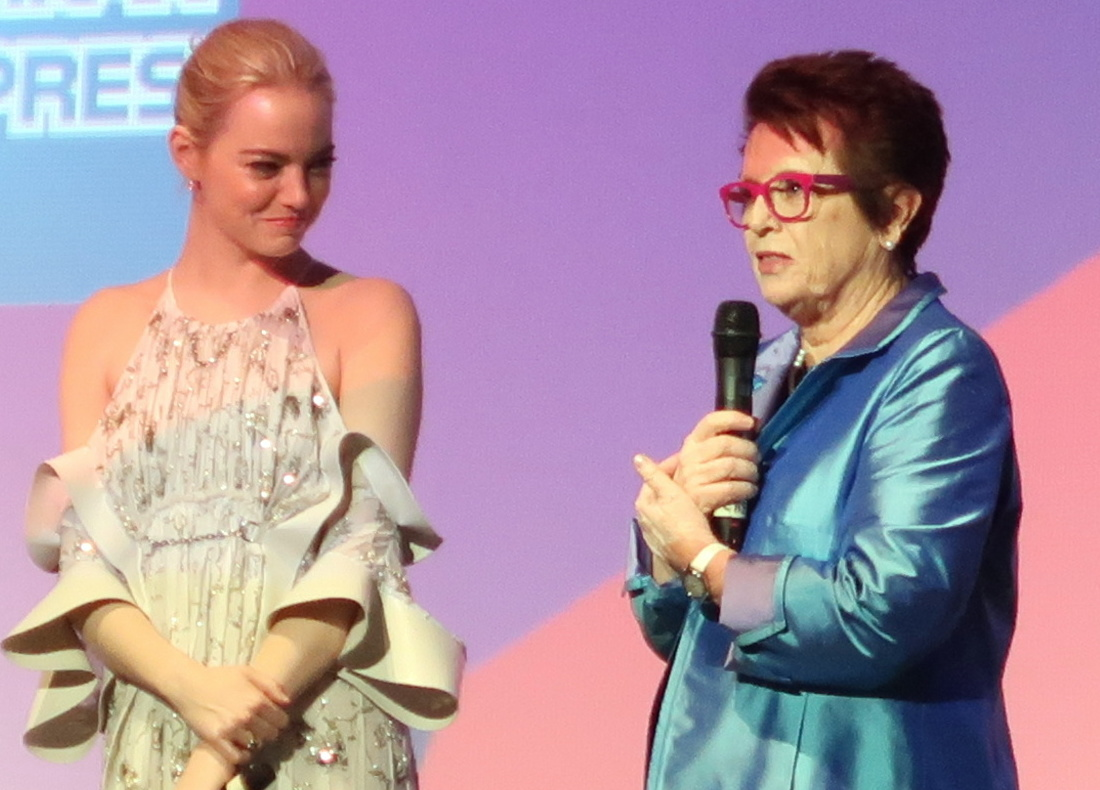
Emma Stone et Billie Jean King à la première du film en octobre 2017.

Emma Stone obtient le rôle de Billie Jean King et Steve Carell celui de Bobby Riggs. En septembre 2015, Brie Larson remplace Emma Stone, prise par d'autres projets. En novembre 2015, il est finalement confirmé qu'Emma Stone tiendra le rôle principal après avoir résolu ses conflits d'emploi du temps.
En mars 2016, Andrea Riseborough obtient le rôle de Marilyn Barnett, assistante puis amante de Billie Jean King. Le mois suivant, Elisabeth Shue rejoint la distribution. Austin Stowell décroche le rôle de Larry King, le mari de Billie Jean. Sarah Silverman incarne Gladys Heldman, fondatrice du magazine World Tennis.

### Tournage
Le tournage débute le 13 avril 2016. Il a lieu à Los Angeles.
Pour les scènes de matchs, Kaitlyn Christian et Vince Spadea ont doublé Emma Stone et Steve Carell,.

### Musique
La musique du film est composée par Nicholas Britell.
| 1.  | 20th Century Fox Fanfare               | Alfred Newman                 | 0:16 |
| 2.  | Billie Jean King                       | Nicholas Britell              | 1:01 |
| 3.  | Bobby Riggs                            | Nicholas Britell              | 1:35 |
| 4.  | Manhattan Sunset                       | Nicholas Britell              | 2:45 |
| 5.  | Nighthawks                             | Nicholas Britell              | 3:17 |
| 6.  | Dog Tennis                             | Nicholas Britell              | 2:07 |
| 7.  | Lavender Oil                           | Nicholas Britell              | 2:08 |
| 8.  | One Dollar / Press Conference          | Nicholas Britell              | 1:00 |
| 9.  | Radio Interview (Anthem)               | Nicholas Britell              | 2:12 |
| 10. | First Kiss                             | Nicholas Britell              | 2:14 |
| 11. | Crimson and Clover (en)                | Tommy James and the Shondells | 3:28 |
| 12. | Marilyn Joins The Tour                 | Nicholas Britell              | 1:58 |
| 13. | Rocket Man                             | Elton John                    | 4:42 |
| 14. | The Bra / Court Loss                   | Nicholas Britell              | 4:37 |
| 15. | Bobby Vs. Margaret                     | Nicholas Britell              | 4:39 |
| 16. | The Winner                             | Nicholas Britell              | 1:47 |
| 17. | Priscilla Leaves                       | Nicholas Britell              | 2:01 |
| 18. | What Is Life                           | George Harrison               | 4:22 |
| 19. | Prelude To The Battle Of The Sexes     | Nicholas Britell              | 9:03 |
| 20. | Battle Of The Sexes / March            | Nicholas Britell              | 2:00 |
| 21. | The Battle Of The Sexes / Match Part 1 | Nicholas Britell              | 8:42 |
| 22. | The Battle Of The Sexes / Match Part 2 | Nicholas Britell              | 1:59 |
| 23. | Victory                                | Nicholas Britell              | 2:20 |
| 24. | Finale                                 | Nicholas Britell              | 2:54 |
| 25. | Postlude                               | Nicholas Britell              | 3:48 |
| 26. | If I Dare                              | Sara Bareilles                | 3:48 |

## Accueil

### Accueil critique
Aux États-Unis, le film reçoit des critiques plutôt positives. Sur l'agrégateur américain Rotten Tomatoes, il obtient 85 % d'opinions favorables pour 224 critiques et une note moyenne de 7,2⁄10. Sur Metacritic, le film décroche une moyenne de 73⁄100 pour 45 critiques.
En France, les critiques sont également assez positives. Sur le site Allociné, qui recense 27 titres de presse, Battle of the Sexes obtient une note moyenne de 3,3⁄5. Du côté des avis positifs, Caroline Vié de 20 minutes écrit notamment « le film prend un sens d’autant plus fort que les féministes se retrouvent sur la brèche pour défendre leurs acquis ». Pierre-Yves Grenu, du site Culturebox, écrit quant à lui « très soigneusement reconstitué dans une Amérique seventies, avec de longs épisodes sportifs très crédibles, le film vaut d'abord pour son incroyable histoire ». Dans Le Dauphiné libéré, Jean Serroy écrit notamment « un match historique que le film charge du poids d’une lutte de libération féministe à valeur sociale tout autant que morale, la joueuse découvrant en même temps son homosexualité » et ironise « Quand Hollywood sonne le glas de l’ère Weinstein ». Dans Le Journal du dimanche, Stéphanie Belpêche écrit : « Outre le soin méticuleux apporté à la reconstitution du match en ayant recours à des doublures, Battle of the Sexes raconte une époque qui méprisait ouvertement le sport féminin, pratiquait la discrimination et où l’homosexualité était taboue. Avec finesse, humour et même une certaine sensualité pour retracer la quête identitaire d’une héroïne qui deviendra une icône de la communauté LGBT. » Nicolas Schaller de L'Obs écrit « les réalisateurs de Little Miss Sunshine tire un feel-good movie qui est aussi le portrait sensible de deux fêlures face au culte de la performance ». Dans  Le Parisien, Renaud Baronian remarque que « onze ans après le phénoménal Little Miss Sunshine, Valerie Faris et Jonathan Dayton, duo de cinéastes et couple à la ville, s'offrent un retour gagnant avec Battle of the Sexes ».
Certaines critiques sont cependant négatives. Dans La Voix du Nord, Philippe Lagouche pointe du doigt la mise en scène qui « semble privilégier les gros plans en vue d’une diffusion télé. Les dialogues, comme la musique, jouent les envahisseurs. Les acteurs, rivalisant de cabotinage, c’est à qui grimacera le plus ! ».  Vincent Ostria de L'Humanité déplore que « Politiquement, ce film, illustrant un épisode du féminisme, n’a rien de renversant. Son véritable enjeu – l’énième reconstitution des années 1970 – est d’un kitsch convenu. Une semi-comédie assez poussive ». Julien Dugois du site aVoir-aLire.com regrette que « malgré l’artificialité clinquante de la direction artistique, Battle of Sexes est un film austère et surtout un récit complètement hors-sujet ».

### Box-office
| Pays ou région    | Box-office     | Date d'arrêt du box-office | Nombre de semaines |
| ----------------- | -------------- | -------------------------- | ------------------ |
| France            | 48 367 entrées | 24 novembre 2017           | en cours           |
| États-Unis Canada | 12 598 957 $   | 30 novembre 2017           | en cours           |
| Mondial           | 15 471 997 $   | -                          | -                  |